# Irina Petrovna Bogačёva
Irina Petrovna Bogačёva (in russo Ири́на Петро́вна Богачёва?; Leningrado, 2 marzo 1939 – San Pietroburgo, 19 settembre 2019) è stata un mezzosoprano sovietico, russo dal 1991.

## Biografia
Dopo gli studi al conservatorio della natia Leningrado, fu scritturata dal Teatro Kirov, ove esordì nel 1964 come Polina ne La dama di picche. Il suo repertorio al Kirov e al Teatro Bol'šoj annoverava i grandi ruoli del repertorio mezzosopranile, tra i quali Carmen, Amneris in Aida, Marina in Boris Godunov, Azucena ne Il trovatore, la Principessa d'Eboli nel Don Carlo (ruolo con cui esordì al Teatro Colón nel 1979), Ljubaša ne La fidanzata dello zar, Marfa in Chovanščina e Charlotte nel Werther.

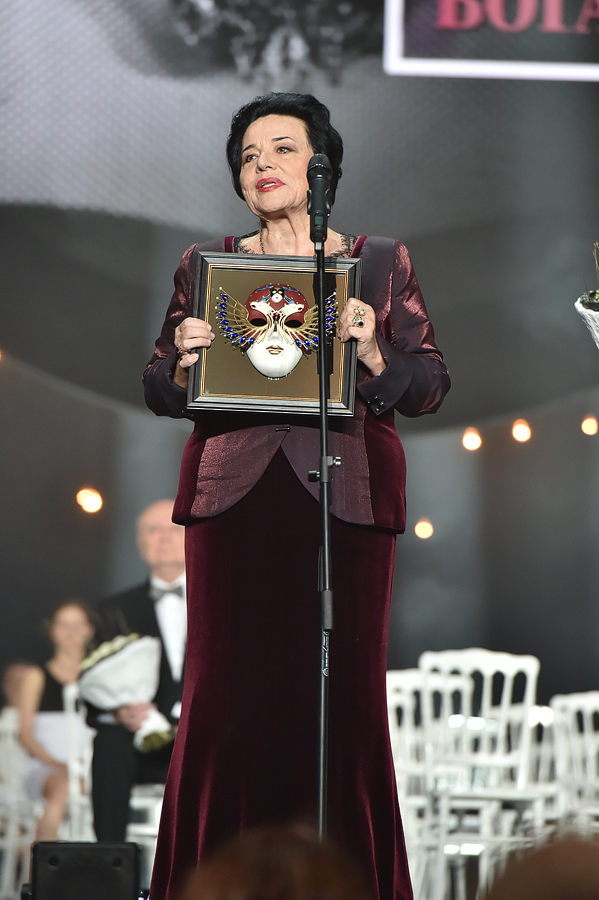
Irina Bogačëva con la Maschera d'Oro alla carriera nel 2017

Dopo aver vinto un concorso canoro a Rio de Janeiro nel 1967, fu invitata a perfezionare gli studi canori con Gennaro Barra-Caracciolo a Milano, dove esordì al Teatro alla Scala come Ulrica in Un ballo in maschera nel 1969. Tornò al Piermarini in alcuni concerti e poi nel 2000 come Mar'ja Dimitrievna Achrosimova in Guerra e pace (la parte con cui esordì al Covent Garden nello stesso anno, al Teatro Real nel 2001 e al Kennedy Center nel 2010) e nel 2006 come Filipp'evna nell'Eugenio Onegin.
Dmitrij Dmitrievič Šostakovič compose per lei Sei poesie di Marina Cvetaeva, che Bogačёva portò al debutto a Leningrado nel novembre 1973, replicando il successo a Mosca il mese dopo. Tuttavia, il ruolo più celebre era quello della Contessa ne La dama di picche, che sostenne con successo in molteplici occasioni anche in Occidente, tra cui all'Opéra Bastille (1991, 1993 e 2005), al Barbican Centre (1999, diretta da Valerij Abisalovič Gergiev) e a Manchester (2004).
Dal 1980 cominciò a insegnare al Conservatorio di Leningrado, dove annoverò tra i suoi studenti Ol'ga Borodina. Nel 1974 fu nominata Artista del popolo della RSFSR, nel 1976 fu proclamata Artista del popolo dell'Unione Sovietica, nel 1984 ricevette il Premio di Stato dell'Unione Sovietica, mentre nel 2017 vinse la Maschera d'Oro alla carriera.
Rimasta attiva sulle scene fino alla fine, morì nel settembre 2019 all'età di ottant'anni; il mese dopo avrebbe dovuto cantare ne Il giocatore al Teatro Mariinskij.